# Collette Wolfe
Collette Wolfe (født 1980) er en amerikansk skuespiller. Hun fik sin filmdebut i The Foot Fist Way. Senest har hun spillet rollen som Nell i Observe and Report. Hun voksede op i King George, hvor hun gik på King George High School, hvorfra hun dimitterede i 1997. Hun er i dag gift med filminstruktøren Jody Hill.

## Filmografi
| År   | Film                 | Rolle              |
| ---- | -------------------- | ------------------ |
| 2006 | The Foot Fist Way    | Denise             |
| 2007 | Great World of Sound | Ansat i flyselskab |
| 2007 | The Wager            | Reporter #4        |
| 2008 | Semi-Pro             | Melinda            |
| 2008 | Four Christmases     | Cindy              |
| 2009 | 17 Again             | Wendy              |
| 2009 | Observe and Report   | Nell               |
| 2009 | Reaper               | Olivia             |